# 前田知好
前田知好（1591年1月3日—1628年7月24日）是日本安土桃山時代至江戶時代前期的武將。父親是前田利家。母親是利家的側室金晴院。初名利包。通稱三九郎、修理。號有庵。

## 生平
在天正18年（1591年）出生，家中三男。慶長2年（1597年），因為長兄利長命令而出家，進入天平寺並號伽那院，擔任別當職。慶長9年（1604年），還俗並改名為利包。慶長15年（1610年），在從兄利好（伯父前田安勝的兒子）死去後，因為利好沒有兒子，於是成為其繼承人，領有1萬3千7百5十石知行，並成為能登國七尾小丸山城城主（七尾城城代）。在大坂之役中亦有從軍。
元和2年（1616年），繼承藩主的弟弟利光（後來的利常）沒有遵守前藩主兼長兄利長的遺言，因為沒有受到優遇而擔憂，於是剃髪並號有庵，在京都的鞍馬山真勝院內隱居。寬永4年（1627年）4月，移住至近江國宗澤寺。寬永5年（1628年），利光派遣弟弟利孝為使者說服知好，在答應後前往金澤，不過在途中，於近江國患病，在返回後死去。享年39歲。法名是大巖院殿有庵宗無大居士。
另外，小丸山城因為一國一城令而廢城。城代由小丸山地內設置的七尾町奉行取代。

## 外部連結
- 前田知好の紹介 （页面存档备份，存于）